# 巴克林投票
巴克林制（英語：Bucklin voting），是一種投票制度，可用於單議席或多議席選舉，以其推廣者大章克申的詹姆斯·W·巴克林命名。此制下，取得最高中位數的排名或評價的候選人將是贏家。

## 機制
巴克林制的規則不盡相同，但以下是一個典型的例子：
選民可在選票上顯示其對各候選人的喜好（第一、第二、第三......）。
首先點算排第一的候選人得票。取得過半數票者勝出，若無過半數，則選票上的第二選擇併入第一選擇票數中計算，直至有人取得過半數票。

## 歷史和應用
孔多塞在1793年提出此法。美國在20世紀初的進步時代，此法經過改良並使用目前的名稱，與其他新興的選舉方法一同應用在許多政治選舉中。在兩個州，它被認為違憲，故被取消。在其餘的州，它最終被廢除。